# Ono (Wallis-et-Futuna)
Pour les articles homonymes, voir Ono.
Ono est un village de Wallis-et-Futuna situé sur la côte sud de l'île de Futuna. C'est la capitale du royaume coutumier d'Alo. 
Selon le recensement effectué en 2018, la population est de 524 habitants, ce qui en fait le village le plus peuplé de Futuna.